# Veselin Vuković
Veselin Vuković (Struga, 19 de dezembro de 1958) é um ex-handebolista profissional e treinador sérvio, campeão olímpico pela Seleção Iugoslava em 1984. 
Veselin Vuković fez parte do elenco medalha de ouro de Los Angeles 1984. Em Olimpíadas jogou 6 partidas marcando 19 gols.

## Títulos
- Jogos Olímpicos:
  - Ouro: 1984